# Бенино-нигерийские отношения
Бенино-нигерийские отношения — двусторонние дипломатические отношения между Бенином и Нигерией. Протяжённость государственной границы между странами составляет 809 км.

## История
У Бенина сложились хорошие отношения с региональной державой Нигерией. В настоящее время между странами не установлены границы в районе соприкосновения территорий Бенина, Нигера и Нигерии.

## Торговля
Неформальные торговые отношения между странами продолжает занимать доминирующее положение: транзитная торговля и реэкспорт в Нигерию составляют 20 % ВВП Бенина. Около 80 % импорта Бенина предназначено для Нигерии. Нестабильная экспортная база Бенина, сильная зависимость от Нигерии, проблемы с электроснабжением и неэффективное государственное управление являются одними из негативных факторов, которые тормозят экономическое развитие этой страны.

## Дипломатические представительства
- Бенин имеет посольство в Абудже[4].
- Нигерия содержит посольство в Котону[5].